# Fermatovo načelo
Fermatovo načelo [fermájevo ~] (tudi načelo najmanjšega časa) pravi, da svetloba v poljubnem sredstvu od ene do druge točke potuje po najkrajši poti oziroma tako, da za pot porabi najmanj časa. Zaradi tega so tudi poti v homogenih sredstvih ravne.  Z uporabo Fermatovega načela lahko zelo enostavno izpeljemo lomni in odbojni zakom.
Imenuje se po francoskem pravniku, matematiku in fiziku  Pierru de Fermatu (1601 – 1665). Načelo, ki ga je opisal že Fermat, je bilo nepopolno.

## Sodobna oblika Fermatovega načela
Sodobna oblika Fermatovega načela pravi, da mora biti dolžina optične poti stacionarna glede na različne možne poti. To pomeni, da je lahko minimalna ali maksimalna ali je v točki prevoja pri sedlasti obliki. To lahko povemo tudi na naslednji način :
Pot med dvema točkama (A in B) v optično homogeni snovi (homogenost v primerjavi z valovno dolžino svetlobe) je enaka krivuljnemu integralu med dvema točkama:
{\displaystyle \int _{A}^{B}n\mathrm {d} s\!\,,}
kjer je:
- {\displaystyle n\!} lomni količnik sredstva

Vrednost integrala je sorazmerna času.
Integral ima ekstremno vrednost (minimum ali maksimum ali točko prevoja) (odvod je nič) med vsemi možnimi potmi.
Minimalno vrednost doseže takrat, ko žarek potuje na primer iz enega sredstva v drugo (lom svetlobe) ali pri odboju na ravnem zrcalu. Maksimum dolžine poti se kaže pri gravitacijskih lečah. Točka prevoja se kaže v dolžinah poti pri odboju na zrcalih z elipsoidno oblikovano površino.